# یانز برایکوویچ
یانز برایکوویچ (اسلوونیایی: Janez Brajkovič؛ زادهٔ ۱۸ دسامبر ۱۹۸۳) دوچرخه‌سوار اهل اسلوونی است.
از باشگاه‌هایی که در آن رکاب زده‌است می‌توان به تیم آستانه اشاره کرد.

## افتخارات
- قهرمانی در تور دوچرخه‌سواری جورجیا ۲۰۰۷
- قهرمانی در مسابقات دوچرخه‌سواری کریتریوم دوفینه ۲۰۱۰
- قهرمانی در تور دوچرخه‌سواری اسلوونی ۲۰۱۲